# Maltese Falcon Award
Der Maltese Falcon Award (japanisch ファルコン賞 Farukon Shō, auch: Falcon Award, nicht zu verwechseln mit dem Norman Falcon Award) ist ein internationaler auch in Westeuropa und den USA bekannter japanischer Literaturpreis für Kriminalliteratur. Es werden nur Romane ausgezeichnet, die in der Tradition amerikanischer Hard-Boiled-Krimis stehen.
Die Auszeichnung wird seit 1983 von der The Maltese Falcon Award Society in Japan (T.M.F.S.) verliehen. Die Wahl des besten Romans ist ausschließlich den Mitgliedern der T.M.F.S. vorbehalten. Der Preis – eine Urkunde und eine hölzerne Skulptur des „Malteser Falke“ – verrät die Verbindung zum Begründer des Hard-Boiled-Romans Dashiell Hammett und seinem berühmtesten 1930 veröffentlichten und mehrfach verfilmten Roman The Maltese Falcon (u. a. 1941 verfilmt als "Die Spur des Falken" mit Humphrey Bogart in der Hauptrolle als Sam Spade). Die amerikanische Sektion der T.M.F.S. hat zwischenzeitlich ihre Arbeit eingestellt; die japanische Sektion ist weiterhin aktiv.

## Preisträger
(Keine Verleihung 1996, 1998, 2000–2004, 2012–2013)
| Jahr | Preisträger          | Amerikanischer Romantitel US-Verlag, Ort Jahr                                       | Deutscher Titel Verlag, Ort Jahr                      |
| 1983 | Robert B. Parker     | Early Autumn Delacorte Press, New York 1981                                         | Finale im Herbst Ullstein, Frankfurt/M. 1982          |
| 1984 | L.A. Morse           | The Old Dick William Morrow, New York 1981                                          | Alte Besen kehren gut Heyne, München 1983             |
| 1985 | James Crumley        | The Wrong Case Random House, New York 1975                                          | Schöne Frauen lügen nicht Piper, München 1998         |
| 1986 | Joe Gores            | Hammett Putnam's, New York 1975                                                     | Dashiell Hammetts letzter Fall Goldmann, München 1978 |
| 1987 | Lawrence Block       | When the Sacred Ginmill Closes Arbor House, New York 1986                           | Nach der Sperrstunde Heyne, München 1987              |
| 1988 | Michael Z. Lewin     | Hard Line William Morrow, New York 1982                                             |                                                       |
| 1989 | Andrew Vachss        | Strega Alfred A. Knopf, New York 1987                                               | Strega Ullstein, Berlin 1989                          |
| 1990 | Ryō Hara (原尞)      | A Girl Who I Killed                                                                 |                                                       |
| 1991 | Sue Grafton          | F is for Fugitive Henry Holt, New York 1989                                         | Sie kannte ihn flüchtig Fischer, Frankfurt/M. 1990    |
| 1992 | Lawrence Block       | A Ticket to the Boneyard William Morrow, New York 1990                              | Ein Ticket für den Friedhof Heyne, München 1991       |
| 1993 | Stephen Greenleaf    | Book Case William Morrow, New York 1991                                             | Buch der Lügen Bastei Lübbe, Bergisch Gladbach 1993   |
| 1994 | Don Winslow          | A Cool Breeze on the Underground St, Martin's Press, New York 1991                  | Ein kalter Hauch im Untergrund Piper, München 1997    |
| 1995 | Michael Connelly     | The Black Ice Little, Brown & Co., Boston 1993                                      | Schwarzes Eis Heyne, München 1996                     |
| 1997 | James Ellroy         | White Jazz Alfred A. Knopf, New York 1992                                           | White Jazz Hoffmann & Campe, Hamburg 1992             |
| 1999 | George P. Pelecanos  | The Big Blowdown St. Martin's Minotaur, New York 1999                               | Das große Umlegen DuMont, Köln 1999                   |
| 2005 | Toshihiko Yahagi     | ロング・グッドバイ (Rongu guddobai = The Wrong Goodbye) Kadokawa Shoten, Tokio 2004 |                                                       |
| 2006 | Michael Connelly     | Lost Light Little, Brown & Co., Boston 2003                                         | Letzte Warnung Heyne, München 2005                    |
| 2007 | James Carlos Blake   | Under the Skin William Morrow, New York 2003                                        |                                                       |
| 2008 | Cormac McCarthy      | No Country For Old Men Alfred A. Knopf, New York 2005                               | Kein Land für alte Männer Rowohlt, Reinbek 2008       |
| 2009 | S. J. Rozan          | Winter and Night St. Martin's Minotaur, New York 2002                               |                                                       |
| 2010 | Don Winslow          | The Power of the Dog Heinemann, London 2004                                         | Tage der Toten Suhrkamp, Berlin 2010                  |
| 2011 | Don Winslow          | The Winter of Frankie Machine Alfred A. Knopf, New York 2006                        | Frankie Machine Suhrkamp, Frankfurt/M. 2009           |
| 2014 | Dennis Lehane        | Live by Night William Morrow, New York 2012                                         | In der Nacht Diogenes, Zürich 2013                    |
| 2015 | Roger Hobbs          | Ghostman Alfred A. Knopf, New York 2013                                             | Ghostman Goldmann, München 2013                       |
| 2016 | Don Winslow          | Missing Alfred A. Knopf, New York 2014                                              | Missing. New York Droemer, München 2014               |
| 2017 | Nanami Wakatake      | Kurai Etsuryu Kōbunsha, Tokio 2014                                                  |                                                       |
| 2018 | Robert Crais         | The Promise G. P. Putnam’s, New York 2015                                           | Zeit der Jagd Heyne, München 2016                     |
| 2019 | Don Winslow          | The Force Hāpākorinzujapan, Tokio 2018                                              | Corruption Droemer, München 2018                      |
| 2020 | Walter Mosley        | Down the River Unto the Sea Mulholland Books, New York 2018                         |                                                       |
| 2021 | C. J. Box            | Breaking Point G.P. Putnam's Sons, New York 2013                                    |                                                       |
| 2022 | Chi Wei-jan (紀蔚然) | Private Eyes (私家偵探) Zuo jia chu ban she, Beijing Shi 2015                       |                                                       |